# Gare d'Ingwiller
La gare d'Ingwiller est une gare ferroviaire française de la ligne de Mommenheim à Sarreguemines, située sur le territoire de la commune d'Ingwiller, dans la collectivité européenne d'Alsace, en région Grand Est.
C'est une halte voyageurs de la Société nationale des chemins de fer français (SNCF), desservie par des trains TER Grand Est.

## Situation ferroviaire
Établie à 196 mètres d'altitude, la gare d'Ingwiller est située au point kilométrique (PK) 20,510 de la ligne de Mommenheim à Sarreguemines, entre les gares ouvertes d'Obermodern et de Wingen-sur-Moder. Ancienne gare de bifurcation, elle était l'aboutissement de la ligne de Bouxwiller à Ingwiller aujourd'hui déclassée et déposée.

## Histoire
Elle constituait le terminus de la ligne de Bouxwiller à Ingwiller, achevée en 1889 et fermée en 1953. Depuis 1895, cette ancienne gare de bifurcation est l'une des stations de la ligne de Mommenheim à Sarreguemines, mise en service la même année par la Direction générale impériale des chemins de fer d'Alsace-Lorraine.
Elle aurait dû assurer la correspondance avec les trains à voie étroite de la ligne d'Ingwiller à La Petite-Pierre ; sa construction décidée en 1913 sera annulée en raison de la Première Guerre mondiale et le projet enterré dans les années 1930.

## Fréquentation
De 2015 à 2024, selon les estimations de la SNCF, la fréquentation annuelle de la gare s'élève aux nombres indiqués dans le tableau ci-dessous.
| Année                      | 2015    | 2016    | 2017    | 2018    | 2019    | 2020    | 2021    | 2022    | 2023    | 2024    |
| -------------------------- | ------- | ------- | ------- | ------- | ------- | ------- | ------- | ------- | ------- | ------- |
| Voyageurs                  | 223 294 | 223 643 | 229 656 | 223 733 | 206 320 | 158 851 | 196 339 | 248 572 | 260 436 | 275 577 |
| Voyageurs et non voyageurs | 279 117 | 279 553 | 287 070 | 279 666 | 257 900 | 198 564 | 245 424 | 310 715 | 325 546 | 344 471 |

## Service des voyageurs

### Accueil
Halte SNCF, c'est un point d'arrêt non géré (PANG) à accès libre. Elle est équipée d'automates pour l'achat de titres de transport.

### Desserte
TER Grand Est : Ligne Strasbourg - Sarreguemines - Sarrebruck

### Intermodalité
Un parc pour les vélos et un parking pour les véhicules y sont aménagés.
La gare est desservie par des cars TER : ligne Ingwiller - Lichtenberg et ligne Saverne - Obermodern - Frohmuhl (Lavoir).